# Assemblée provinciale de Kinshasa
Kinshasa
L’assemblée provinciale de la ville-province de Kinshasa est le corps législatif de la ville-province de Kinshasa.
Elle est composée de 48 députés provinciaux.

## Membres
L'Assemblée est constituée de 48 députés, dont 44 élus dans les 24 circonscriptions électorales, une par commune, et quatre membres cooptés attribués aux chefs coutumiers.